# Selenocosmia arndsti
Selenocosmia arndsti là một loài nhện trong họ Theraphosidae.
Loài này thuộc chi Selenocosmia. Selenocosmia arndsti được miêu tả năm 1991 bởi Joachim Schmidt & von Wirth.